# Cerambyx welensii
Cerambyx welensii es una especie de coleópteros perteneciente a la familia de los escarabajos longicornios.

## Subespecies
Hay descritas dos subespecies:
- Cerambyx welensii centurio Czwalina, 1891
- Cerambyx welensii welensii Küster, 1846

## Distribución
Esta especie está muy extendida en el sur de Europa, el norte de África y Oriente Próximo. Está presente en Albania, Bosnia y Herzegovina, Bulgaria, Croacia, Francia, Grecia, Hungría, Italia, Malta, Portugal, Rumanía, Eslovaquia, Eslovenia, España, Siria, Túnez, Marruecos, Jordania, Líbano, Israel y Azerbaiyán.

## Descripción
Cerambyx welensii puede alcanzar una longitud de 25 a 58 mm (0,98 a 2,28 pulgadas). Estos escarabajos tienen un cuerpo alargado. Las antenas de los machos se extienden más allá del vértice de los élitros por los últimos tres segmentos antenales. El color básico es parduzco, con el ápice de los élitros más claro y redondeado. El pronoto muestra una protuberancia espinosa en sus lados. Esta especie es muy similar a Cerambyx carinatus y a Cerambyx cerdo.

## Biología
Las larvas de estos escarabajos son xilófagas. Se alimenta principalmente de roble pubescente (Quercus pubescens), encina (Quercus ilex) y alcornoque (Quercus suber). Las larvas de estos cerambícidos se consideran una plaga de los robles. Las hembras practican la poliandria y los machos la poliginia.